# Frances Sternhagen
Frances Hussey Sternhagen (Washington D. C., 13 de enero de 1930-Nueva Rochelle, Nueva York, 27 de noviembre de 2023) fue una actriz estadounidense. Trabajó en espectáculos de Broadway, en cine y en televisión desde la década de 1950.

## Primeros años y educación
Sternhagen nació en Washington D. C., Estados Unidos, hija de John M. Sternhagen, un juez del Tribunal Fiscal de Estados Unidos, y Gertrude (de soltera Hussey). Estudió en las escuelas de Madeira y Potomac en McLean, Virginia. En el Vassar College, fue elegida directora del Drama Club "después de silenciar a una multitud universitaria que se reía tontamente en el comedor del campus con su interpretación de una escena de Ricardo II, interpretando nada menos que al propio Ricardo". También estudió en la Escuela de Teatro Perry Mansfield y en el Neighborhood Playhouse de la ciudad de Nueva York.

## Carrera
Comenzó su carrera enseñando actuación, canto y baile a escolares en la Milton Academy en Massachusetts, y actuó por primera vez en 1948 en un teatro de verano en Bryn Mawr, Pensilvania, en las obras The Glass Menagerie y Angel Street. Continuó trabajando en el Arena Stage de Washington de 1953 a 1954, y luego hizo su debut en Broadway en 1955 como Miss T. Muse en The Skin of Our Teeth. El mismo año, hizo su debut off-Broadway en Thieves Carnival y su debut televisivo en The Great Bank Robbery en la CBS. Al año siguiente ganó un premio Off-Broadway Obie por Actuación distinguida (actriz) en The Admirable Bashville (1955-1956).
Hizo su debut en el cine en 1967 en Up the Down Staircase, y desde entonces trabajó periódicamente también en este medio. Actuó también muchos años en telenovelas (soap opera, distinta a la hispanoamericana) y es recordada como la señora Marsh de una serie de anuncios comerciales televisivos de la pasta de dientes Colgate en la década de 1970, y de 1986 a 1993 como la madre de uno de los personajes de la serie de televisión Cheers.
Ganó dos premios Tony a la mejor actriz de reparto en drama: en 1974 por la producción original de Broadway de The Good Doctor de Neil Simon (que también le valió un premio Drama Desk a la mejor actriz destacada en una obra de teatro) y en 1995 por el reestreno de The Heiress. Fue nominada a los premios Tony en otras cinco ocasiones, por sus papeles en los elencos originales de Broadway de Equus (1975) y On Golden Pond (1979), así como por The Sign in Sidney Brustein's Window (1972) de Lorraine Hansberry, y también por el musical Angel (1978), basado en Look Homeward, Angel de Thomas Wolfe, y por la reposición de 2002 de Morning's at Seven de Paul Osborn.
Interpretó al personaje principal en el drama ganador del premio Pulitzer de 1988 Driving Miss Daisy, que fue creado por Dana Ivey en Playwrights Horizons en Nueva York. Sternhagen asumió el papel después de que la obra de teatro se trasladara al John Houseman Theatre y lo interpretara durante más de dos años. Sus premios off-Broadway incluyen dos nominaciones para el Drama Desk Award a la mejor actriz en una obra de teatro en 1998, por una reposición de Long Day's Journey into Night de Eugene O'Neill en el Irish Repertory Theatre y en 2005 por el drama de la Primera Guerra Mundial Echoes of the War. También ganó los premios Distinguished Performance Obie por The Room y A Slight Ache (1964-1965). En 1998, ganó el premio Madge Evans & Sidney Kingsley Award for Excellence in Theatre del Dramatists Guild Fund.
Sternhagen apareció como la hija en la producción original de Broadway de All Over de Edward Albee en 1971 con Colleen Dewhurst y Jessica Tandy. En el verano de 2005, protagonizó la producción de Broadway de Steel Magnolias junto con Marsha Mason, Delta Burke, Christine Ebersole, Lily Rabe y Rebecca Gayheart. También protagonizó la reposición de 2005 de Seascape de Edward Albee, producida por el Lincoln Center Theatre en el Booth Theatre de Broadway.
Casada con Thomas A. Carlin desde 1956 hasta su muerte en 1991, tuvieron seis hijos, cuatro varones y dos mujeres. En 2013, le fue otorgado el premio Obie a la trayectoria. Sternhagen forma parte del Paseo de la Fama de New Rochelle, Nueva York, ciudad en la que residía y donde falleció el 27 de noviembre de 2023 a los 93 años.

## Actriz de voz
Actuó en el personaje principal en la novela de Stephen King Dolores Claiborne, en una grabación de audiolibro de 1995. También prestó su voz a personajes en 13 episodios de CBS Radio Mystery Theatre en las décadas de 1970 y 1980.

## Filmografía ytelenovelas
- 1951: Love of Life como Toni Prentiss Davis.
- 1954: The Secret Storm como Jessie Reddin.
- 1955: Producers' Showcase como Miss T. Muse.
- 1956-1957: Studio One como Mary/Betty/Secretaria.
- 1957: Goodyear Television Playhouse como Elizabeth.
- 1959-1960: Play of the Week como Eva.
- 1962: The Broadway of Lerner and Loewe como Asistente al teatro.
- 1962: The Nurses como Mrs. Harris.
- 1963: The Defenders como Louise.
- 1981: Atmósfera cero como Doctora Lazarus